# Джеханабад (округ)
Джеханабад (хинди जहानाबाद जिला; англ. Jehanabad) — округ на юго-западе центральной части индийского штата Бихар. Образован 1 августа 1986 года из части территории округа Гая. Административный центр — город Джеханабад. Площадь округа — 1569 км². По данным всеиндийской переписи 2001 года население округа составляло 1 514 315 человек. Уровень грамотности взрослого населения составлял 55,26 %, что немного ниже среднеиндийского уровня (59,5 %).